# Апхем, Сэмюэл Кёртис
Сэмюэл Кёртис Апхем (англ. Samuel Curtis Upham; 2 февраля 1819 — 29 июня 1885) — американский журналист, поэт, торговец, бухгалтер, делопроизводитель, офицер ВМС, старатель и фальшивомонетчик, во второй половине XIX века, иногда известный как «Честный Сэм Апхем».

## Ранние годы
Сэмюэл Кёртис Апхем родился в Монтпилиере (штат Вермонт), в семье Сэмюэла Апхема (Samuel Upham) и Салли Хэтч (Sally Hatch), глубоко религиозной методистской фермерской пары. В возрасте 20 лет Апхем ушел из дома, лишив свою семью надежды на то, что он займётся сельским хозяйством или кузнечным делом. Вместо этого он устроился на работу в Нью-Йорке делопроизводителем. В 1842 году он вступил в ряды военно-морских сил США, став помощником капитана перед увольнением три года спустя. После службы в ВМС он работал бухгалтером в Филадельфии, где познакомился и женился на Энн Бэнкрофт (Anne Bancroft).

## Калифорния
В январе 1849 года Апхем отплыл на судне «Оцеола» в Сан-Франциско через Рио-де-Жанейро и Талькауану, прибыв в Калифорнию 5 августа 1849 года и приняв участие в Калифорнийской золотой лихорадке. Потерпев неудачну в качестве золотоискателя, Апхем переехал в Сакраменто, где основал «Сакраменто Транскрипт» (англ. «Sacramento Transcript»), первую ежедневную газету в Калифорнии, издаваемую за пределами Сан-Франциско. Затосковав по дому в 1850 году, он продал свою долю в газете и отправился обратно в Филадельфию.
Впоследствии Апхем описал свои приключения в «Записках о путешествии в Калифорнию через мыс Горн» (англ. Notes of a Voyage to California via Cape Horn), опубликованных в 1878 году. В этой книге он писал: «Описания жизни на океанской волне читаются красиво на берегу, но реальность морского путешествия быстро рассеивает романтику». В книге также уделяется пристальное внимание неприглядной истории Сакраменто, в ней есть объёмные приложения о калифорнийской журналистике и о выставке в Калифорнии по поводу столетнего юбилея 1876 года. В 1878 году Апхем также опубликовал «События в Эльдорадо в 1849-50 годы» (англ. Scenes in El Dorado in the Years 1849-50).
Вернувшись в Филадельфию, Апхем возобновил свою семейную жизнь, воспитывая двух сыновей и обеспечивая свою жену и детей с помощью магазина канцелярских товаров и туалетных принадлежностей. 20 марта 1860 года он стал одним из учредителей и акционеров Народной тихоокеанской железнодорожной компании (англ. People’s Pacific Railroad Company).

## Гражданская война
В начале гражданской войны Апхем начал продавать патриотические предметы в поддержку Союза, а также новинки, высмеивающие Конфедерацию, такие как карточки с изображением головы президента Конфедерации Дэвиса Джефферсона на теле осла. В феврале 1862 года он приобрел образец конфедеративных денежных единиц и быстро начал производить свои собственные подделки. Выпущенный им первый тираж состоял из 3000 пятидолларовых банкнот, в нижней части каждой из которых были напечатаны слова: «Факсимиле купюры Конфедерации — продается оптом и в розницу С. К. Апхемом 403 Честнат стрит, Филадельфия» (англ. «Fac-simile Confederate Note — Sold wholesale and retail by S.C. Upham 403 Chestnut Street, Philadelphia»). Он продал первую партию по цене один пенни за штуку. Контрабандисты хлопка на юге быстро начали скупать новые банкноты Апхэма, обрезая предупреждение в нижней части и наводняя экономику Конфедерации фальшивыми банкнотами.
Вскоре Апхем начал рекламировать то, что он называл «сувенирами восстания» (англ. «mementos of the Rebellion»), в «Нью-Йорк трибьюн», «Харперс уикли» и других газетах. Он также размещал объявления о своём желании купить подлинные банкноты и почтовые марки Конфедерации в качестве образцов для последующего копирования. К концу 1862 года Апхем продавал двадцать восемь вариантов банкнот Конфедерации и почтовых марок, реализуя банкноты по пять центов за штуку. В какой-то момент Апхем также переключился с почтовой бумаги на высококачественную бумагу для банкнот при изготовлении своих фальшивок.
Деятельность Апхема поставила перед правительством Союза сложную дилемму, так как некоторые члены администрации Линкольна искренне опасались, что легализация на севере такого рода деятельности, как выпуск Апхемом банкнот Конфедерации, может спровоцировать южан на ответные действия по подделке валюты севера. Но у правительства Союза не имелось законных способов, чтобы остановить Апхема — поскольку правительство Союза не признавало легитимность правительства Конфедерации, то оно не могло преследовать по суду кого-то за подделку валюты незаконного, с точки зрения севера, государства. Поэтому сначала чиновники Союза просто попытались убедить Апхема прекратить свою деятельность — однако, когда он отказался, вскоре Апхем оказался под следствием по инициативе тех же чиновников, которые утверждали, что он также подделывал и валюту Союза. Апхем яростно отрицал это утверждение и настаивал на совершенно законном характере своего бизнеса. Вполне вероятно, он пошел бы под суд, если бы военный министр США Эдвин Стэнтон лично не вмешался, чтобы закрыть дело. Некоторые теоретики заговора утверждают, что Стентон не только защитил Апхема от судебного преследования, но даже снабдил его настоящей бумагой для производства банкнот с преднамеренной целью дестабилизировать экономику Конфедерации.
Конгресс Конфедерации отреагировал на поток фальшивых банкнот вынесением смертного приговора осужденным фальшивомонетчикам. Впоследствии Апхем хвастался, что Конфедерация предлагала уплатить за его поимку 10 тысяч долларов, живым или мертвым. Позже он писал: «Во время издания этих факсимиле банкнот я был „самым оскорбленным человеком“ в Союзе. Сенатор Фут в своей речи перед Конгрессом мятежников в Ричмонде в 1862 году сказал, что я сделал больше, чтобы нанести ущерб делу Конфедерации, чем генерал Макклеллан и его армия…».
Впоследствии Апхем утверждал, что «напечатал с 12 марта 1862 года по 1 августа 1863 года один миллион пятьсот шестьдесят четыре тысячи факсимильных банкнот мятежников номиналом от пяти центов до ста долларов и предполагал, что совокупная эмиссия в долларах и центах составит пятнадцать миллионов долларов». Некоторые современные расчёты оценивают, что изготовленные им фальшивые деньги Конфедерации составляли от 0,93 % до 2,78 % от общей денежной массы Конфедерации.
К концу войны другие типографии изготавливали и продавали свои собственные поддельные купюры, вынуждая Апхема снижать цены. Полная девальвация подлинной валюты Конфедерации в последующие военные годы ещё больше повлияла на его бизнес. Южане в значительной степени стали избегать банкнот Конфедерации, предпочитая бартер или северные банкноты. К западу от Миссисипи банкноты Конфедерации редко использовались после падения Виксбурга (июль 1863) из-за сложности транспортировки банкнот через реку, контролируемую Союзом. Г-н Джонс в своей послевоенной книге «Жизнь клерка мятежников» (англ. «Life of a Rebel Clerk») утверждает, что г-н К. К. Тайер (C. C. Thayer) (подпись которого стоит на многих банкнотах Конфедерации) пытался перевезти большое количество банкнот Конфедерации из штата Миссисипи в штат Техас (CSA’s Department of the Trans-Mississippi), но потерпел неудачу и вернулся в Ричмонд в конце 1863 года.
В конце 1863 года Апхем прекратил свою деятельность по изготовлению факсимиле и вернулся к торговле обычными канцелярскими товарами, парфюмерией и краской для волос. Его банкноты по-прежнему использовались на раздираемом войной Юге солдатами Союза и другими лицами после закрытия им своего бизнеса.

## Послевоенная жизнь и смерть
В последние годы жизни Сэмюэл Апхем написал стихи для нескольких гимнов. Он написал слова к «Centennial ode. Song and chorus» («Столетняя ода. Песня и хор», 1875), «Columbia’s centennial greeting, A cantata» («Приветствие к столетию Колумбии, кантата», 1876) и «The Old School House down by the Mill» («Здание старой школы у мельницы», 1877).
Когда Апхем умер от рака желудка в 1885 году, возникла небольшая загадка в отношении местонахождения его состояния. Его наследство было оценено в 4889,97 долларов США, тогда как он утверждал, что во время войны продал поддельных банкнот более чем на 50 тысяч долларов США. Доходы от его фальсификаторской деятельности так и не были обнаружены.

## Коллекционирование
После его смерти многие из поддельных купюр и почтовых марок Апхема, а также некоторые флаконы для духов, которые он запатентовал и использовал в своей канцелярской и парфюмерной деятельности, стали ценными предметами коллекционирования.